# Etherium
Etherium — відеогра жанру стратегії в реальному часі, розроблена Tindalos Interactive і видана Focus Home Interactive. Реліз відбувся 25 березня 2015 року для Microsoft Windows.
Сюжет обертається навколо боротьби трьох галактичних імперій за контроль планет, які містять багаті поклади ресурсу під назвою Етеріум (англ. Etherium).

## Ігровий процес

Приклад ігрового процесу: база і замовлені війська

Гра має стратегічну і глобальну частини. Глобальна розбита на ходи, під час яких кожна зі сторін, витрачаючи доступні очки дії, вивчає нові технології, будує флоти, засилає шпигунів і т.д. Після вторгнення на ворожу територію чи нападу противника, гра переходить в стратегічний режим, де відбувається бій в реальному часі.
Кожен бій починається зі спуску з орбіти Контрольного центру (англ. The Control Center). Вся ігрова територія поділена на зони, які можна захопити за допомогою інженерів, побудувавши в спеціальних точках аванпости (англ. Outposts) або колонії (англ. Colonies). У кожного Контрольного центру, аванпосту чи колонії є будівельні комірки, де зводяться потрібні споруди. Прибудови гравець може продати, звільнивши місце для інших. В кампанії або багатокористувацьких битвах 2x2 також доступний «Палац» (англ. The Palace) як основа бази.
Основним ресурсом є Етеріум. Він виглядає як світний газ, поміщений в багатометрові сфери, розташовані на кожній із зон карти. Над сферами слід зводити добувні споруди, які постійно дають певну кількість Етеріуму.
Війська поділяються на: піхоту, техніку, авіацію, турелі і колосів. Всі вони мають 5 технологічних рівнів розвитку. Колоси складають особливий вид військ, оскільки є найбільш потужними. Гравець може мати штурмову та облогову версії. Командири мають спеціальні сили, наприклад, орбітальний удар або імпульс прискорення для відступаючих військ. Набір цих сил різний для кожної фракції. Сили витрачають очки, які після застосування з часом знову накопичуються. Кількість військ обмежена слотами, але провівши відповідне дослідження можна замовити більше слотів. Досягти перемоги можливо як знищенням головної споруди противника, так і зведенням гармат, що розстрілюють з поверхні флот, який підтримує противника (стан флоту завжди відображається вгорі екрана).
Планети і супутники мають різні умови, які вимагають від гравця різних стратегій і тактик. Наприклад, пустелі, джунглі й болота перешкоджають просуванню танків. В руїнах і лісах піхота отримує додатковий захист. На деяких планетах зустрічаються побічні фракції, перемігши яких, або уклавши союз пожертвуванням своїх будівельних комірок, гравець отримує в своє розпорядження їхні війська.
На полі бою час від часу відбуваються погодні явища, як піщані бурі, змушуючи різко міняти тактику. Наприклад, електромагнітна буря позбавляє спеціальних можливостей.

### Режими гри
- Завоювання (англ. Conquest) — кампанія за обрану фракцію, що поєднує покрокову стратегію і бої реального часу.
- Залізна людина (англ. Iron Man) — режим Завоювання, але без можливості збереження прогресу.
- Сутичка (англ. Skirmish) — битва в реальному часі на вибраній карті з настроюваними параметрами.

### Ігрові фракції
- Консорціум (англ. The Consortium) — капіталістична людська імперія, що управляється радою акціонерів. Від часу відкриття Етеріуму на Марсі, Консорціум зміцнив свою владу за допомогою контролю його джерел і організації Shadow Network, яка спеціалізується на шпигунстві, саботажах і вбивствах. Консорціум є найбільшою імперією та панує над всією Землею. Коли земляни виявили Етеріум на п'яти планетах поза Сонячною системою, Консорцірум спорядив туди флот для їх захоплення.
- Пробуджені Інтару (англ. The Awakened of Intar) — цивілізація, яка завдяки Етеріуму здатна бачити різні варіанти майбутнього. Технології Пробуджених набагато більш просунуті, ніж у Землі, а армії складаються з великого числа релігійних фанатиків. Пробуджені здатні керувати погодними явищами і передбачати їх.
- Вектиди (англ. The Vectides) — загадкова імперія, яка невідомим для решти чином за допомогою Етеріуму приводяить в дію свою машини. Технології Вектидів далеко перевершують Земні та навіть Пробуджених Інтару, але повністю залежать від Етеріуму.

### Підфракції
- Охоронці (англ. The Guardians) — автономні дрони, котрі захищають старі колонії. Кожен, хто зможе їх перепрограмувати, отримає цих дронів у свою армію.
- Паразити (англ. The Parasites) — небезпечні істоти, які харчуються Етеріумом, і заводяться на планетах з його покладами. У той же час їх можна взяти під контроль перебудовою лабораторій і використовувати як зброю.
- Рейдери (англ. The Raiders) — клани бандитів, що існують на деяких планетах. Той, хто віддасть їм сховища Етеріуму, отримує серйозні ударні війська.

## Фабула
На шести планетах три космічні імперії виявляють появу Етеруіму, який з'являється впродовж тисячолітніх циклів. Сфери з Етеріумом насправді є яйцями, які відкладають істоти, міграції котрих пролягають через певні зони космосу. Ці планети (Серенада, Арктіс, Ресардженс, Марс, Деста Фаталіс і Піло), так звані родовищні планети (англ. Deposit planet), стають полем боротьби між імперіями.

## Розробка
Etherium розроблялася незалежною французькою студією Tindalos Interactive, відомою як творець гри Stellar Impact (2011). Анонс нової гри відбувся 17 січня 2014 року, тоді ж розробники продемонстрували скріншоти, відео та повідомили особливості ігрового процесу, зокрема вплив погодних явищ. В квітні Tindalos Interactive виклали відео, яке демонструвало три грабельні фракції. 26 червня запустився офіційний вебсайт гри з анонсом релізу Etherium наприкінці 2014 року.
Перше відео, яке показувало ігровий процес, з'явилося 23 грудня. Воно демонструвало бої, захоплення територій та режим "Завоювання". Поступово викладалася детальніша інформація про різні аспекти ігрового процесі. Новий анонс релізу відбувся 23 березня 2015 року, разом з публікацією нового трейлера. В ньому обіцялося, що гра вийде через два дні, 25 числа. В назначений день гра вийшла в Steam.
У липні 2015 року з метою реклами Etherium тимчасово стала безкоштовною. Акція тривала з 13 по 20 липня.

## Оцінки та відгуки
| Агрегатор  | Оцінка |
| ---------- | ------ |
| Metacritic | [ 10 ] |

| Видання        | Оцінка |
| -------------- | ------ |
| IGN            | 70/100 |
| PC Gamer (США) | 55/100 |

Etherium отримала змішані оцінки, отримавши в середньому 65 зі 100 на агрегаторі Metacritic. З позитивних сторін критики та оглядачі відзначали динамічний ігровий процес, великі можливості для тактики і музику. З недоліків — відсутність повноцінної кампанії, нерівний баланс сторін і баґи, які нерідко призводять до падіння гри.
«Ігроманія» поставила грі 6,5 балів з 10, підсумувавши свою рецензію наступним чином: «Etherium — безнадійна послідовниця розроблених Relic стратегій в реальному часі з контрольними точками. З блискавичними битвами, які не прощають помилок, але, на жаль, з баґами і порожнім списком серверів.»